# Lannoy (famiglia)

Arma della Casa Lannoy

La Casa di Lannoy (talvolta Casa de Lannoy) è una famiglia nobile belga e francese, che prese il nome dalla città di Lannoy.
La famiglia risale alla nobiltà del XIII secolo dell'Hainaut, i suoi membri si distinsero nel comando militare e negli affari di stato. Questi discendenti da Carlo di Lannoy, il vincitore di Pavia, detengono il titolo imperiale di conte dal 1526.

## Storia
Il più antico antenato noto è Gillion de l'Annoit, vissuto nel XIII secolo. Molti dei suoi discendenti furono membri dell'Ordine del Toson d'oro. Ebbero un ruolo di primo piano nelle Fiandre durante il Medioevo.

## Membri principali
- Ugo di Lannoy (1384-1456), viaggiatore fiammingo e diplomatico;
- Guilbert de Lannoy (1386-1462), viaggiatore fiammingo e diplomatico;
- Baldovino di Lannoy (1388-1474), diplomatico fiammingo;
- Giovanni di Lannoy (1410-1493), diplomatico fiammingo;
- Carlo di Lannoy (1487-1527), militare, 1º principe di Sulmona e viceré di Napoli;
- Filippo di Lannoy (1514-1553), 2º principe di Sulmona, militare al servizio degli spagnoli;
- Stéphanie de Lannoy (1984-vivente), granduchessa ereditaria di Lussemburgo.